# Romance de don Gaiferos
El Romance de don Gaiferos o Romance de don Gaiferos de Mormaltán és un romanç cantable que relata la peregrinació de un don Gaiferos a Santiago de Compostel·la. Es creu que va ser composta en el segle xiii.

## Descobriment de l'obra

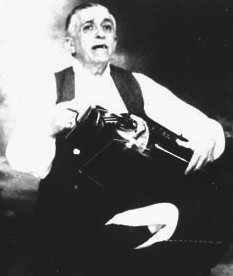
Faustino Santalices tocant la viola de roda.

El text apareix escrit per primera vegada en l'assaig Galicia (1888) de Manuel Murguía, qui afirma que és una obra d'origen popular. Amb variacions en el text, la versió musicada que es coneix en l'actualitat es deu al gaiter, investigador i samfoinista Faustino Santalices, qui la va interpretar en 1954 en un recital-homenatge a Ramón Menéndez Pidal. Posteriorment va fer un enregistrament sonor de l'obra, amb acompanyament de samfoina.

## Teories sobre l'autoria de l'obra
Murguía en l'obra citada deia:
| « | Esperaban al peregrino a la salida de la iglesia apostólica, los cánticos que en sus seis puertas entonaban ciegos y juglares, en torno de los cuales se reunía la multitud. (...) En ellos se declaraban los milagros del Apóstol, los sucesos trágicos del tiempo, los hios en que una fe sencilla se recreaba (...). Uno se conserva, que ha llegado hasta nosotros; lo damos como prueba de la importancia que debieron tener, lo damos también como muestra de la poesía tradicional y del pueblo. | » |

D'aquesta manera, per a Murguía, el romanç té un origen popular, que naix de la tradició poètica popular que es mou al voltant del camí i de Compostel·la. Altres investigadors posteriors van fer notar també que, sobretot pensant en el final del llibre i en el paper destacat que se li atribueix al bisbe, cal també parlar d'una clara influència eclesiàstica, en un intent d'unir la figura heroica de Gaiferos amb la de l'Apòstol.
| « | ...Murguía sí utilizó otro tipo de textos inventados o manipulados (...) para sostener la singularidad de la balada gallega. Estos textos eran: a) Los creados por él mismo como (...) el conocido Don Gaiferos de Mormaltán "venerable" muestra de la literatura del Camino de Santiago. (...) El romance no solo es falso, sino que además se inspira en la muy dudosa muerte de Guillermo X de Aquitania ante la tumba del apóstol Santiago. la denuncia de su inautenticidad por parte de los investigadores del Seminario Menéndez Pidal en el Catálogo General del Romancero (1984) no parece haber sido recogida y comentada públicamente, que nosostros tengamos conocimiento, entre los persoeiros de la cultura gallega. | » |

## Teoria sobre la identitat del protagonista

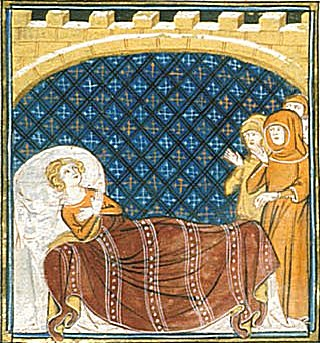
Mort de Guillem X.

Els investigadors coincideixen que el personatge històric que es troba rere del literari és el duc d'Aquitània Guillem X, amic de l'arquebisbe Diego Xelmírez, i que va morir l'any 1137, en peregrinació a la tomba de l'Apòstol. A pesar que durant bastant temps es va pensar que la figura literària podia ser fruit de la confusió entre Guillem III (Gaiferos) i X (qui va peregrinar diverses vegades a Compostel·la).
Gaiferos seria l'equivalent de Walfarius o Waltharius original. El gentilici de Mormaltán podria ser una deformació de Mont-de-Marsan, ciutat de la Gascunya, a Aquitània, i per la qual passava la via Lemovicensis, un dels quatre camins francesos de peregrinació a Santiago.
Com recullen Murguía i uns altres, hi ha coincidència en què el duc Guillerme va morir camí de Compostela. Si bé cal dir que les versions més antigues i segurament més fidels a l'original, diuen que va morir abans d'arribar a Galícia. Solament les fonts més tardanes afirmen que va arribar a Compostel·la i que, sentint-se molt malalt va manar que ho portessin a la catedral, on va morir. Este segon final podria ser una versió, igual que el romanç, de la llegenda que va ser creixent al voltant de la figura històrica de l'últim duc d'Aquitània.

## Text
Pocs anys després, en La Ilustración Gallega y Asturiana es va publicar una altra versió del romanç. Canvia el primer vers i com a protagonista apareix el Comte de Montalbán, una nova variació de Mormaltán